# دانیله گالوپا
دانیله گالوپا (به ایتالیایی: Daniele Galloppa) بازیکن فوتبال اهل ایتالیا است که از سال ۲۰۰۹ میلادی عضو تیم ملی فوتبال ایتالیا بوده و در ۲ بازی ملی حضور داشته‌است. او در بازی‌های ملی‌اش گلی به ثمر نرساند.